# Євстафій Хархаліс
о. Євстафій Миколайович Хархаліс (3 жовтня 1898, Яворів — 7 грудня 1992, Дзежгонь) — останній декан Тіснянського деканату і парох (священник) парафіяльної греко-католицької церкви с. Довжиці Ліського повіту. Декан Північного деканату УГКЦ.

## Життєпис
Навчався в початковій школі, згодом у чоловічій гімназії в Яворові (1908—1918). Служив в Австро-Угорській армії в ранзі капрала. Згодом в армії ЗУНР брав участь у польсько-українській війні за Львів і Східну Галичину.
З 1921 року навчався в Перемиській духовній семінарії, яку закінчив у 1925 р. Рукоположений 27 червня 1926 року. Недовго був вікарієм у Двірнику Ліського повіту.
Був адміністратором церкви в Хмелю Ліського повіту (16.07.1926 — 15.02.1932). З 16 лютого 1932 року по 28 квітня 1947 року — парох у селах Тісна і Довжиця Тіснянського деканату. З 1933 по 1947 роки — декан Тіснянського деканату.
Арештований Службою безпеки Польської Народної Республіки 11 травня 1947 року. Ув'язнений у таборі Явожно до 12 грудня 1948 року. Після звільнення переїхав на північ Польщі. З 1949 по 1957 року виконував душпастирські обов'язки в римо-католицькому обряді. Після відміни заборони УГКЦ в Польщі — греко-католицький парох парафій Дзежгоня, Доброго Міста і Пєнєжнє. Згодом — декан Північного деканату.
У 1976 році іменований почесним крилошанином Перемиської капітули УГКЦ. Службу греко-католицького пароху виконував до 1991 року. Помер 7 грудня 1992 року в м. Дзежгонь, похований у Лідзбарку-Вармінському.

## Приватне життя
Народився в часи Австро-Угорської імперії в родині українських селян Миколи і Параскеви (до шлюбу Квас) у м. Яворів. Мав семеро братів та сестер, але до дорослого віку дожили тільки три сестри — Катерина, Анна і Ольга.
Одружився в лютому 1926 року з Євгенією Кушнір. Подружжя мало 5 дітей — Теодора, Анель, Володимир, Любомир і Богдан.